# ジュリア・フォーダム
ジュリア・フォーダム（Julia Fordham、1962年8月10日 - ）は、イギリス・ポーツマス生まれのシンガーソングライター。

## 概要
清楚なルックスと、透き通るようでいながらその華奢な身体からは想像できない芯のある太い歌声が魅力。
1988年7月にアルバム『ときめきの光の中で』でデビュー。ミニー・リパートンの「Lovin' You」をカバーしたこともある。

## 日本での活躍
1989年のフジテレビ系ドラマ『ハートに火をつけて!』の挿入歌として「ハッピー・エヴァー・アフター」が採用されヒット。
その後、トヨタ・コロナEXiVのCMにも出演したり、第18回東京音楽祭に出場した。
他にも映画『ペンタの空』の主題歌を手がけたり、中島みゆきの「地上の星/ヘッドライト・テールライト」をカバーした。

## ディスコグラフィ

### アルバム
- 『ときめきの光の中で』 - Julia Fordham (1988年)
- 『ライブ』 - Live (1989年)
- 『ポースレイン』 - Porcelain (1989年) ※旧邦題『微笑 (ほほえみ)にふれて』
- 『哀しみの色彩 (いろ)』 - Swept (1991年)
- 『明日 (あした)を夢見て』 - Falling Forward (1994年)
- 『イースト・ウエスト〜風の道標』 - East West (1997年)
- 『コレクション〜ベスト・オブ・ジュリア・フォーダム』 - The Julia Fordham Collection (1998年)
- 『揺るがぬ愛〜コンクリート・ラヴ』 - Concrete Love (2002年)
- 『ザッツ・ライフ』 - That's Life (2004年)
- 『ザッツ・ライヴ』 - That's Live (2005年)
- China Blue (2008年)
- Unusual Suspects (2010年) ※with ポール・ライザー
- Under the Rainbow (2013年)
- 『ザ・ランゲージ・オブ・ラヴ』 - The Language of Love (2014年)
- Mixed, Shaken & Stirred (2016年)
- Live & Untouched (2016年)
- Woman to Woman (2018年) ※with ビヴァリー・クレイヴェン、ジュディ・ツーク
- Magic (2019年)

### シングル
- "Friends" / "Friendship" (1983年)
- 「ときめきの光の中で」 - "The Comfort of Strangers" (1988年)
- "Happy Ever After" (1988年)
- "Woman of the 80s" (1988年)
- 「時のゆくえ」 - "Where Does the Time Go?" (1989年)
- 「ロック・アンド・キー」 - "Lock and Key" (1989年)
- "Genius" (1989年) ※日本盤は「微笑 (ほほえみ)にふれて」 - "Porcelain"をリード・トラックとして発売
- "Girlfriend" / "Manhattan Skyline" (1990年) ※日本盤は「マンハッタン・スカイライン」をリード・トラックとして発売
- 「愛の面影」 - "I Thought It Was You" (1991年)
- 「トーク・ウォーク・ドライヴ」 - "Talk Walk Drive" (1991年) ※日本盤のみ
- 「メルト」 - "Melt" (1991年) ※日本盤のみ。映画『ペンタの空』テーマ曲
- 「愛はミステリアス」 - "(Love Moves in) Mysterious Ways" (1992年)
- "I Thought It Was You" (1992年) ※再発盤
- 「どんなに遠くはなれても」 - "Different Time Different Place" (1994年)
- "I Can't Help Myself" (1994年)
- "Hope Prayer and Time" (1995年)
- 「風の道標」 - "East West" (1997年) ※日本盤のみ
- 「ハッピー・エヴァー・アフター'98」 - "Happy Ever After (Rain Forest Mix '98)" (1998年)
- "Wake Up with You" (2002年)
- "Nothing I Wouldn't Do" (2003年)
- "Kid Gloves" (2004年)
- "Happy Ever After" (2005年) ※再録音
- Baby Love (2006年) ※EP
- "Unsung Hero" (2010年) ※with ポール・ライザー
- "Have Yourself a Merry Little Christmas" (2010年)
- "Red Silk Dress" (2011年)
- "You Left Me for Dead" (2011年)
- "Christmas in London" (2011年)
- "Got Your Back" (2015年) ※from the film Status Unknown

### 映像作品
- 『ライブ・イン・コンサート - 微笑にふれて』 - Porcelain - Live In Concert (1990年、Virgin)
- Julia Fordham: That's Live (2005年、Vanguard)